# NGC 1613
NGC 1613 este o galaxie lenticulară situată în constelația Eridanul. A fost descoperită în 21 decembrie 1881 de către Édouard Stephan⁠(d). Se află la o distanță de 60,98 de megaparseci de Pământ.